# Rohrwiller
Rohrwiller település Franciaországban, Bas-Rhin megyében. Lakosainak száma 1609 fő (2022. január 1.). Rohrwiller Bischwiller, Drusenheim, Herrlisheim, Oberhoffen-sur-Moder és Weyersheim községekkel határos.

## Népesség
A település népessége az elmúlt években az alábbi módon változott:
| Lakosok száma | 1708 | 1689 | 1672 | 1634 | 1627 | 1613 | 1598 | 1603 | 1609 |
|               | 2013 | 2015 | 2016 | 2017 | 2018 | 2019 | 2020 | 2021 | 2022 |